# Charles Aznavourtorget
Charles Aznavourtorget (armeniska: Շառլ Ազնավուրի հրապարակ), är ett litet torg i distriktet Kentron i Jerevan i Armenien. Torget fick sitt namn efter den armenisk-franske sångaren Charles Aznavour i samband med tioårsfirandet av Armeniens självständighet från Sovjetunionen 2001.
Torget ligger vid Abovjangatan och kantas av bland andra "Stanislavskis ryska teater i Jerevan", Biografen Moskva och Armeniens konstnärsförbunds kontor. Grand Hotel Jerevan vid Abovjangatan vetter också mot torget.
På torget fanns tidigare utomhusmarknaden Vernissage, där olika typer av armenisk konsthantverksproduktion kan beskådas och handlas. Marknaden har flyttat och ligger numera  mellan Aram- och Buzandgatorna, mellan Hanrapetutiangatan (Republikgatan) och Chandzjiangatan. Målarnas försäljning flyttade dock till Martiros Sarjanparken. 

## Historik
Torget ritades in i A. Tamanjans generalplan 1924. Det formades från 1927 med uppförandet av dåvarande hotell Jerevan, Stanislavskiteatern, biografen Moskva och konstnärsförbundets hus. År 1983 färdigställdes fontänen Stjärntecken på torget, ritad av Arsen Melikjan i samarbete med skulptörerna Ararat Hovsepjan (1928–2007) och Vladimir Atanjan (född 1940).

## Bildgalleri

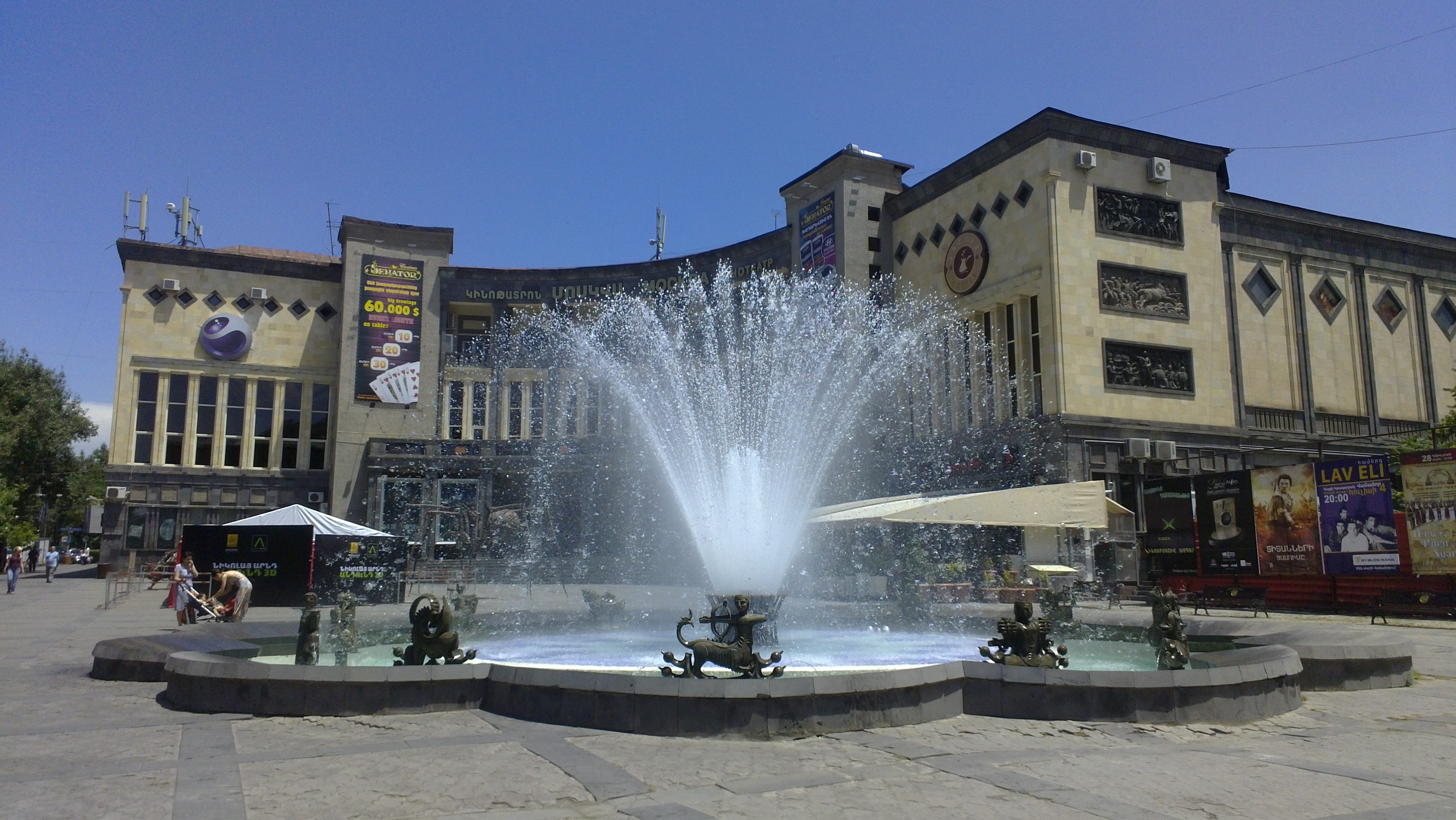
Biografen Moskva
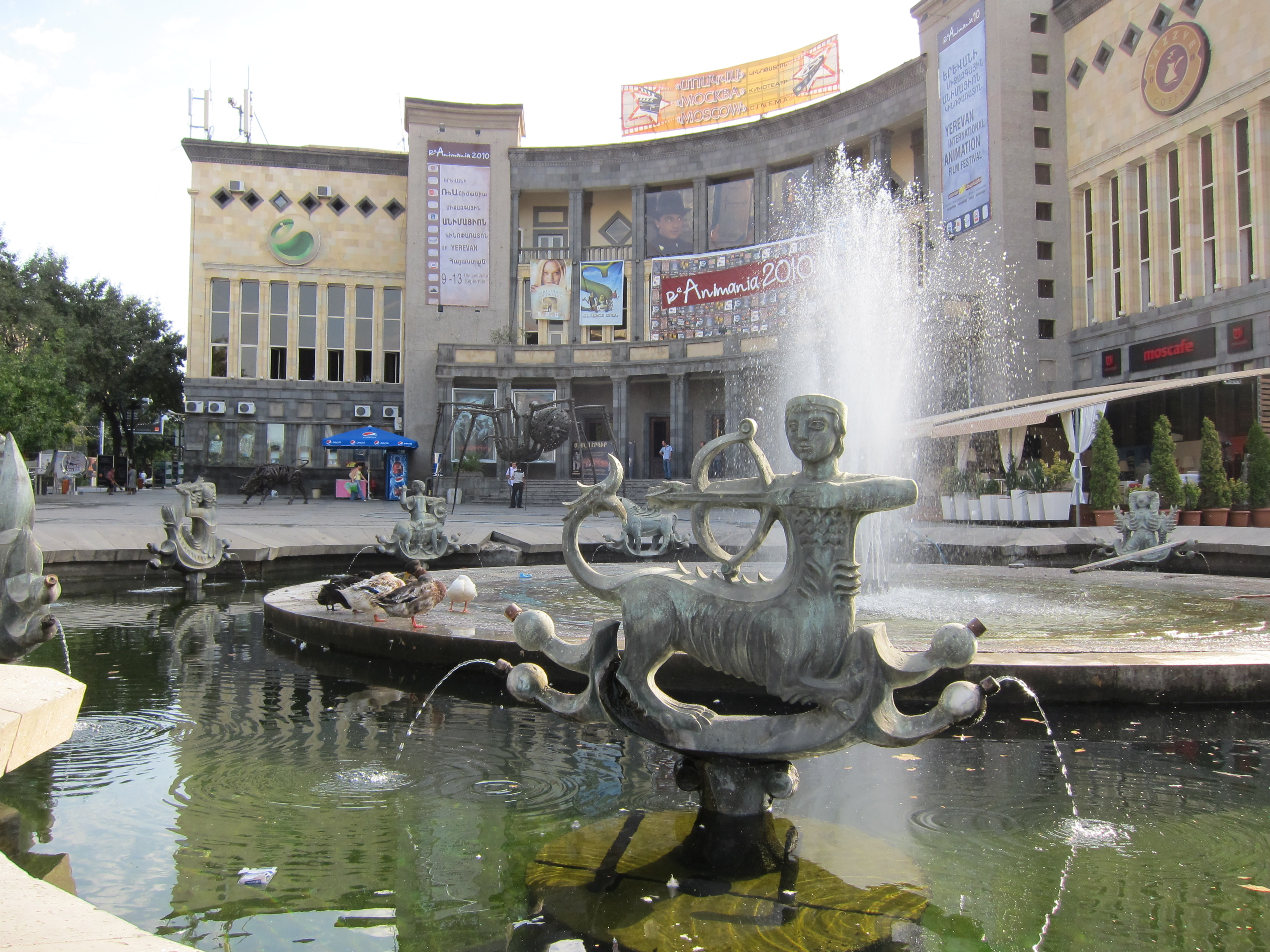
Fontänen Stjärntecken
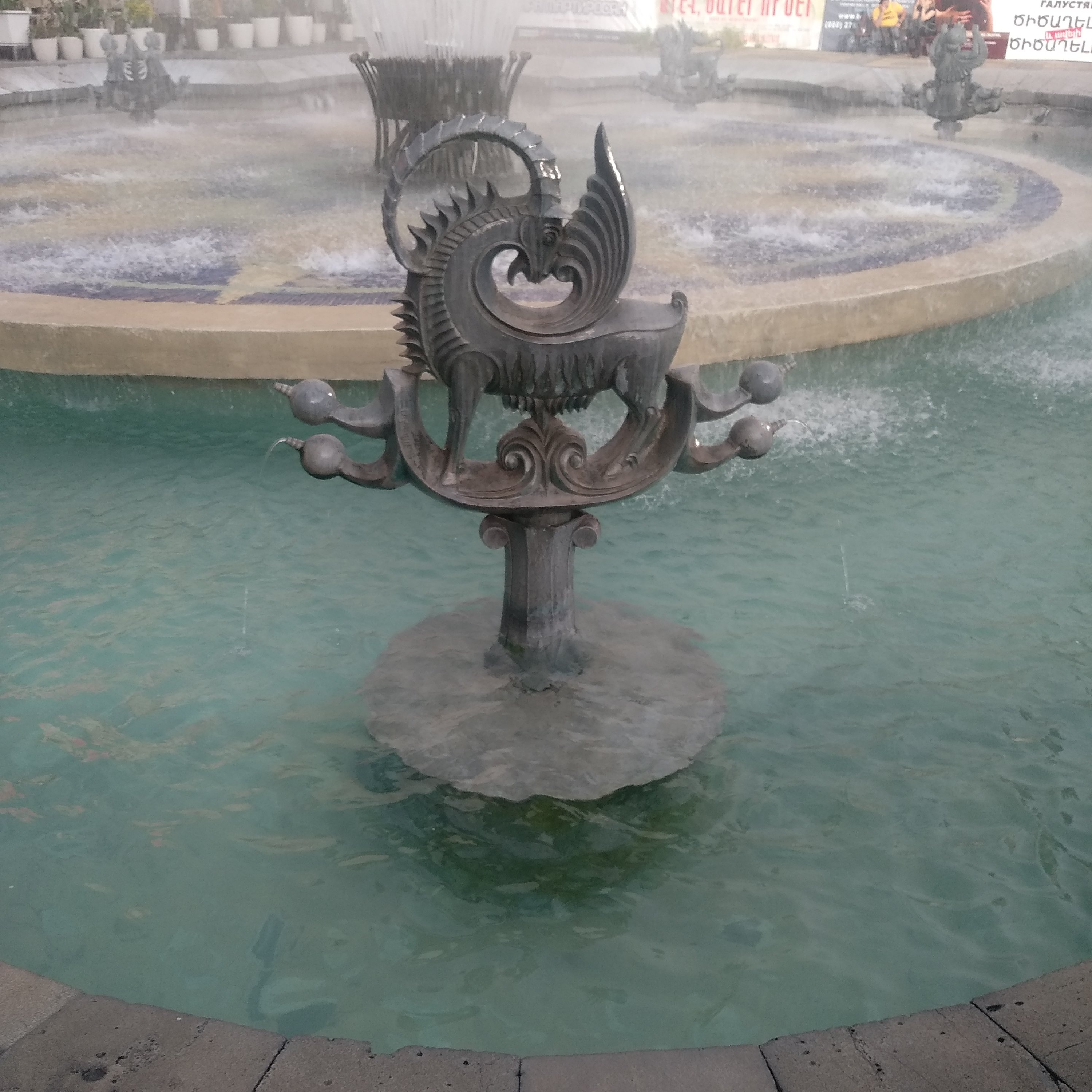
Fontänen, detalj
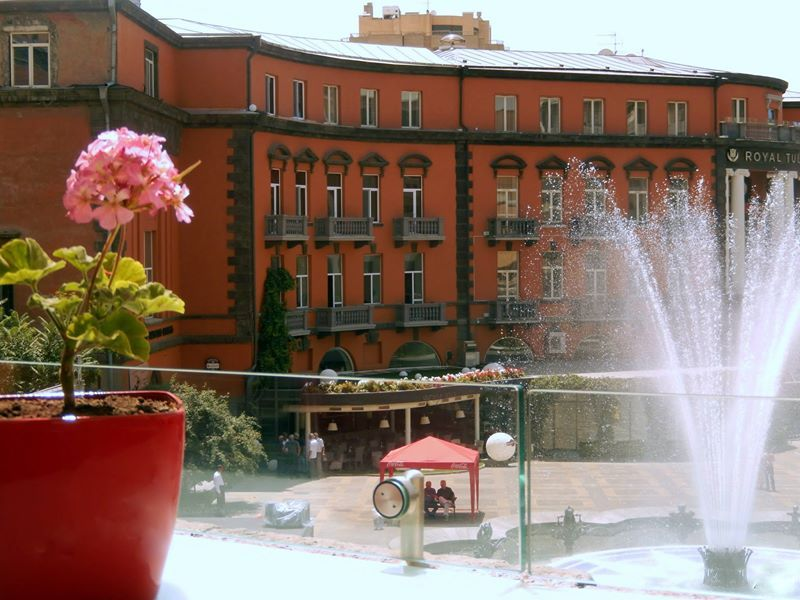
Konstnärsförbundets byggnad
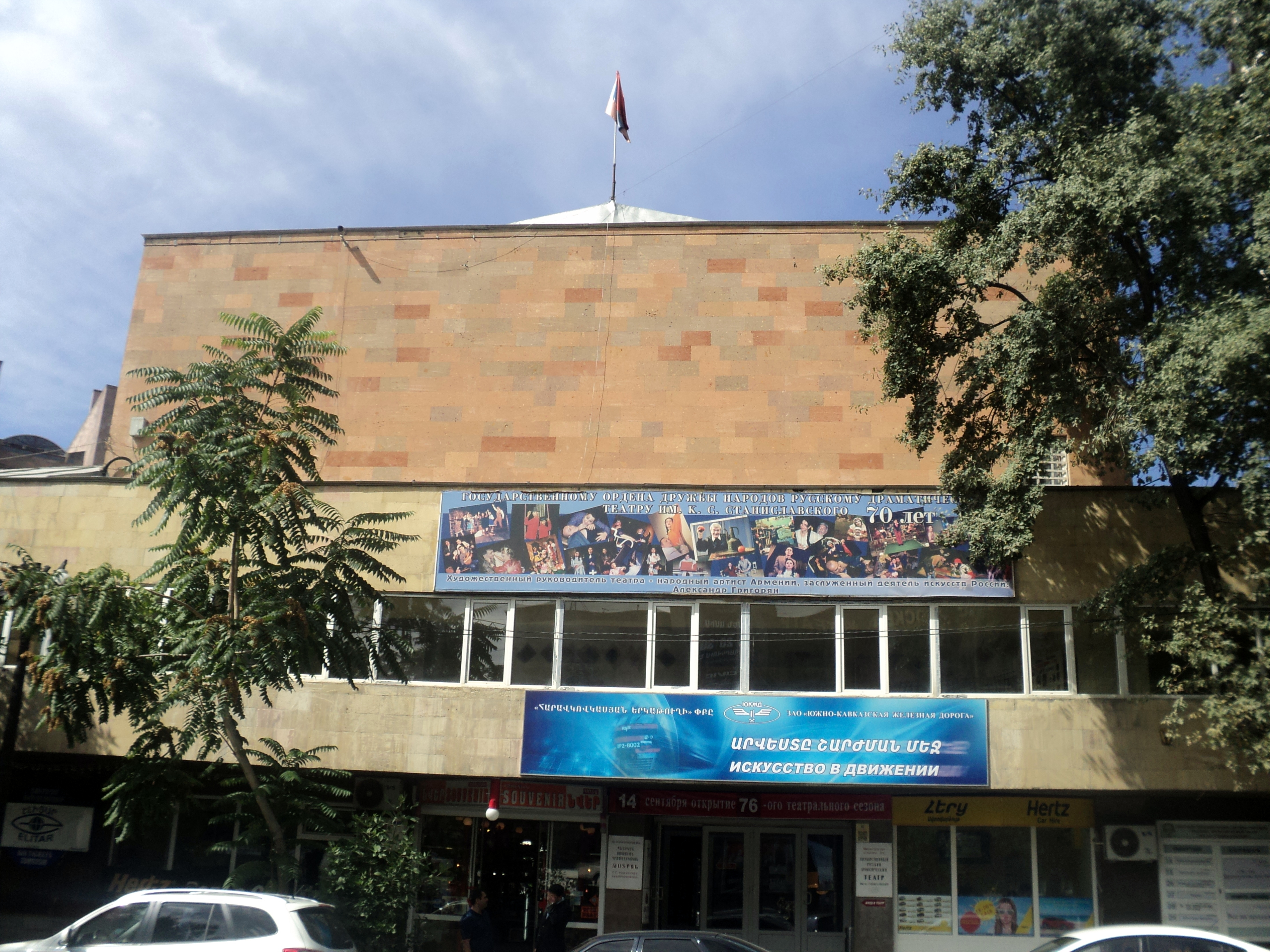
Stanislavskis ryska teater i Jerevan
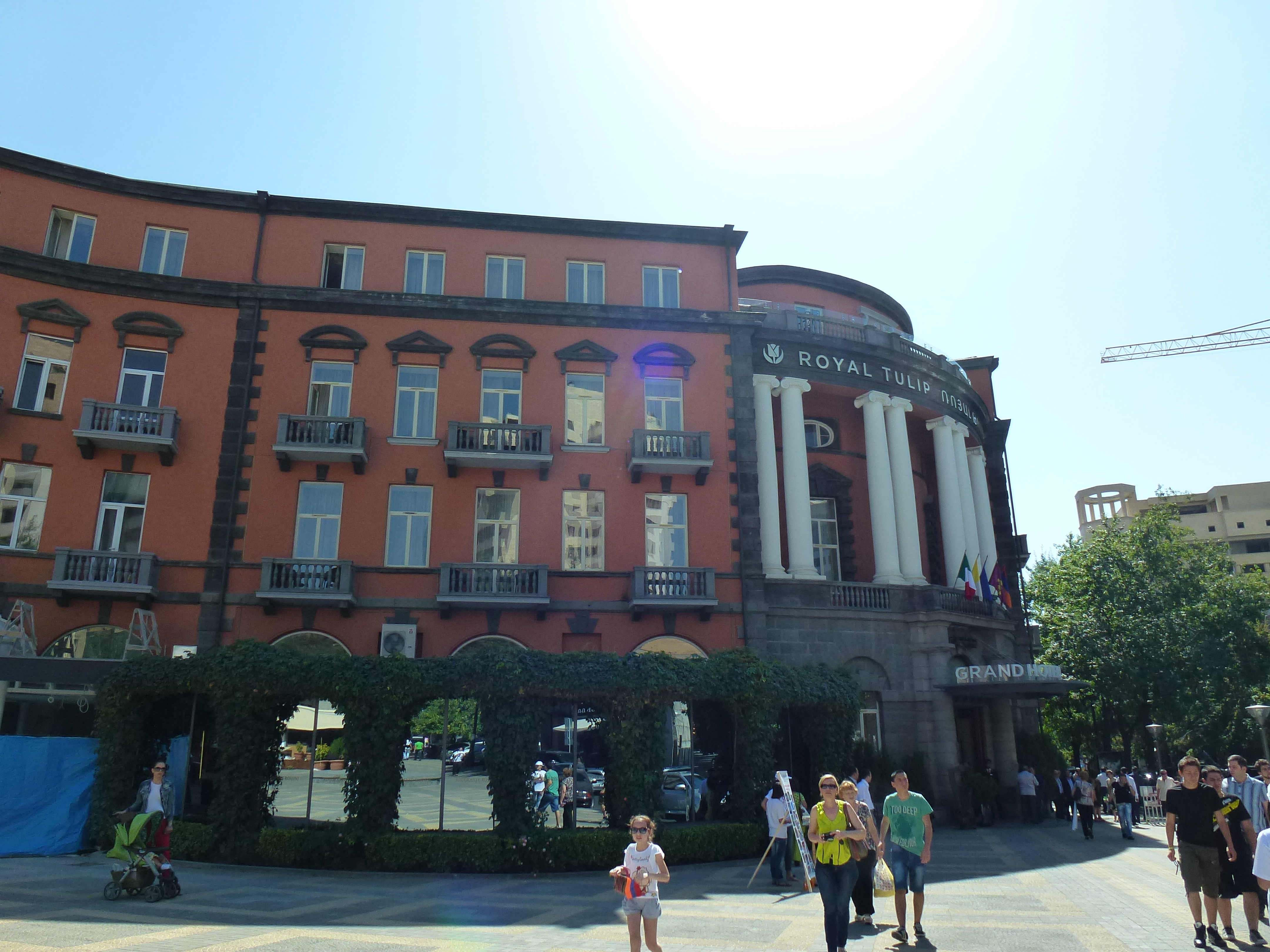
Grand Hotel Jerevan
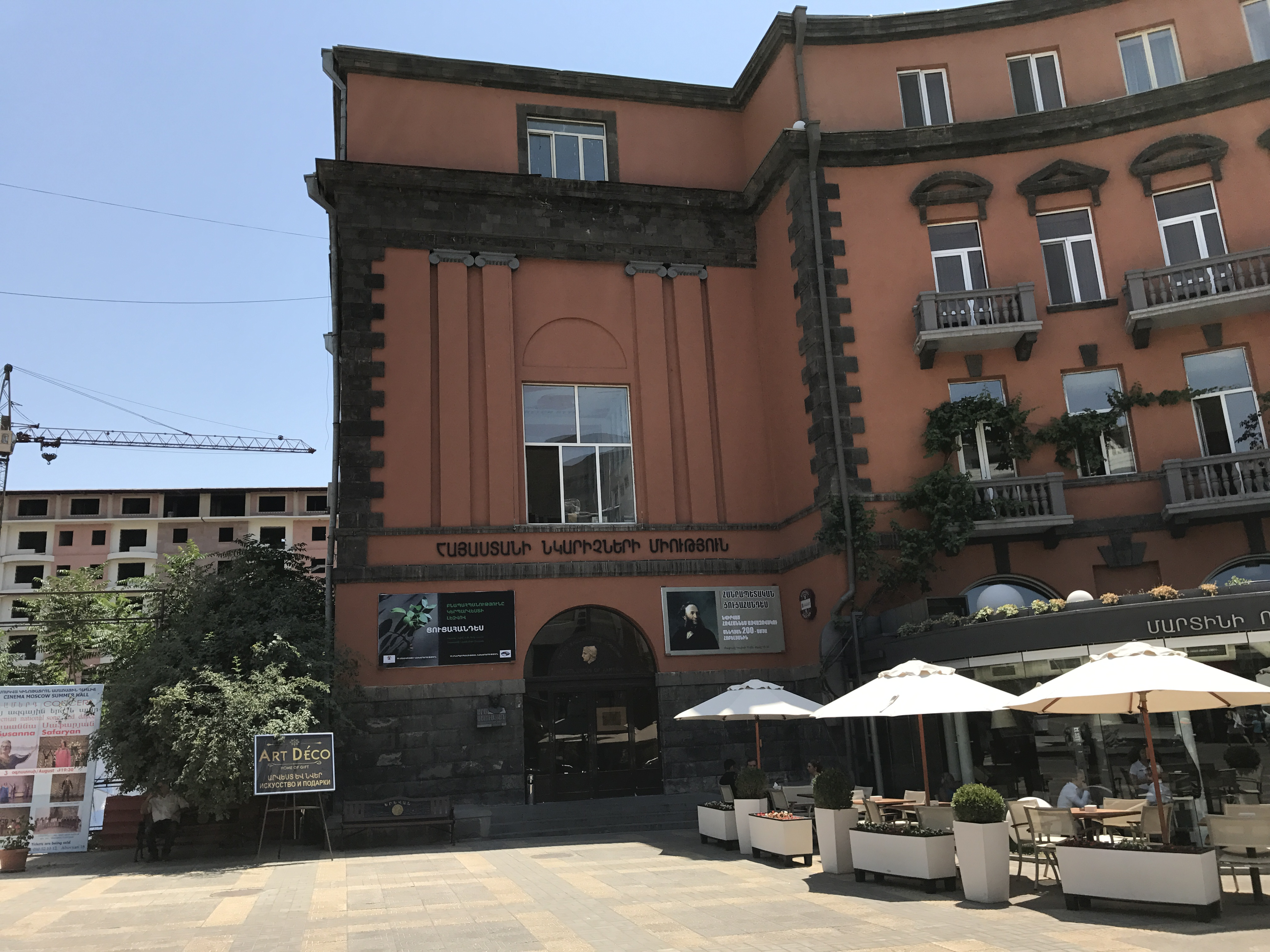
Hörn av torget sett mot Abovjangatan
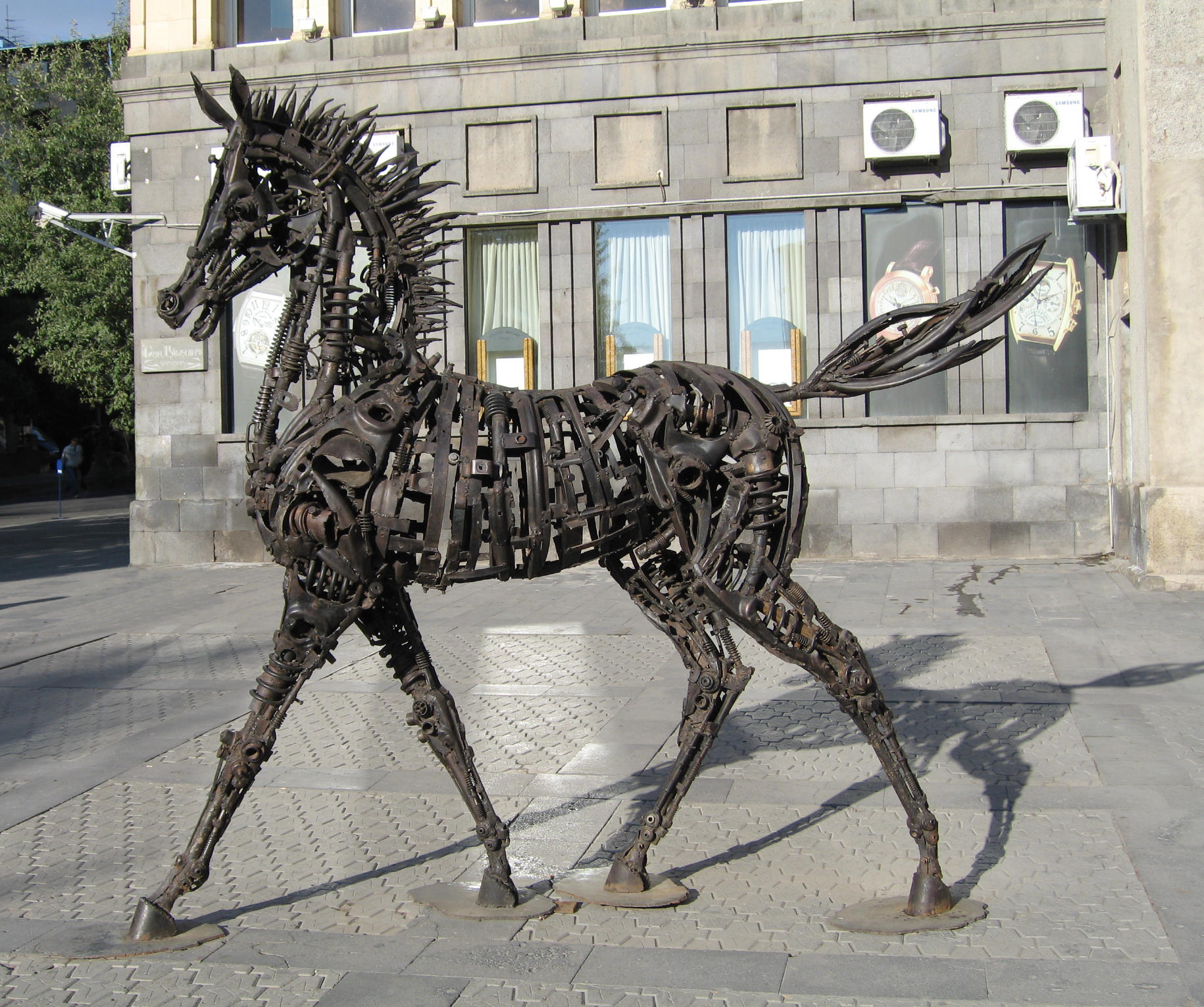
Häst, skulptur på torget av Ara Alejkan (född 1959), 2005
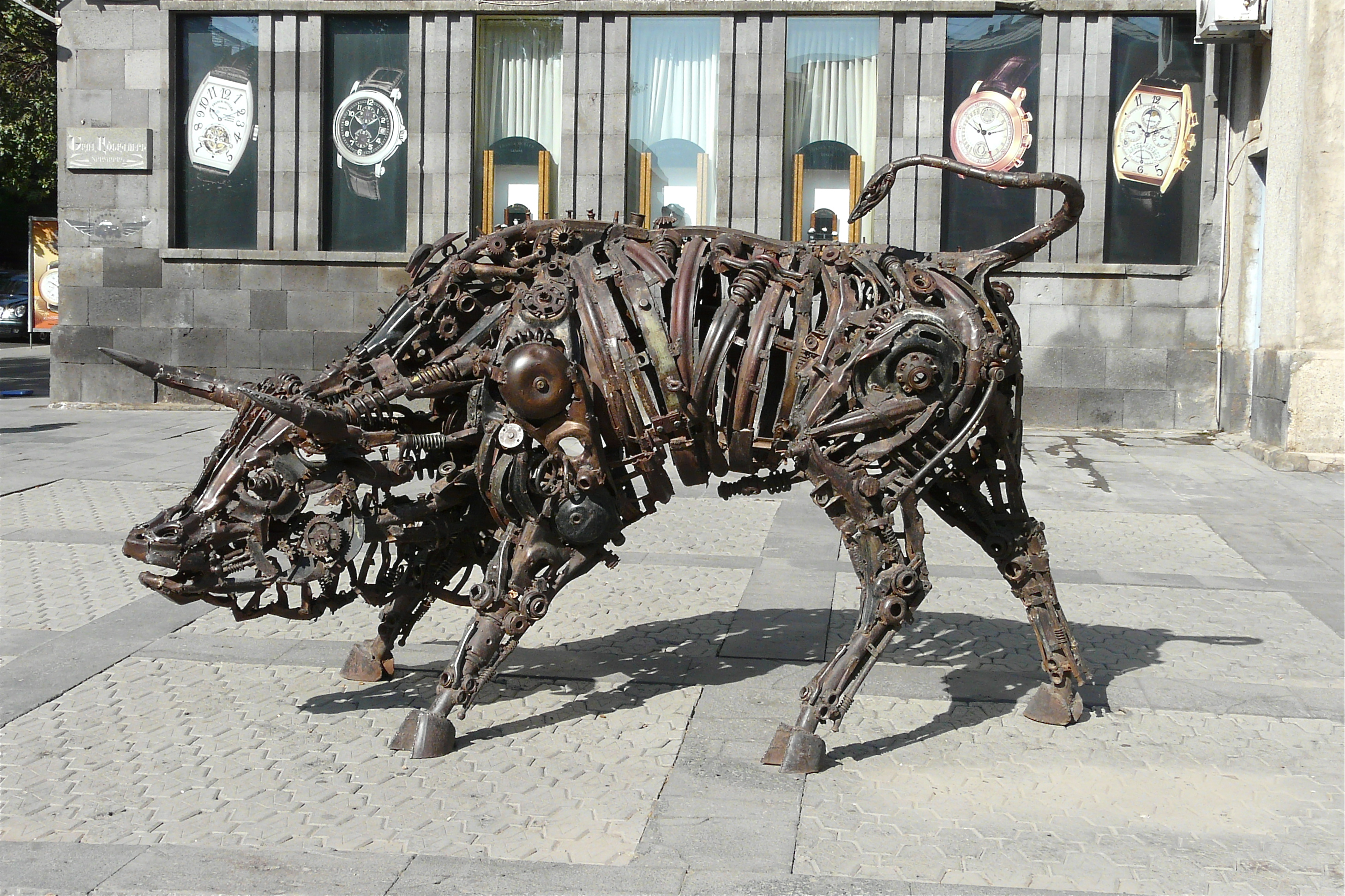
Oxe, skulptur på torget av Ara Alejkan, 2008
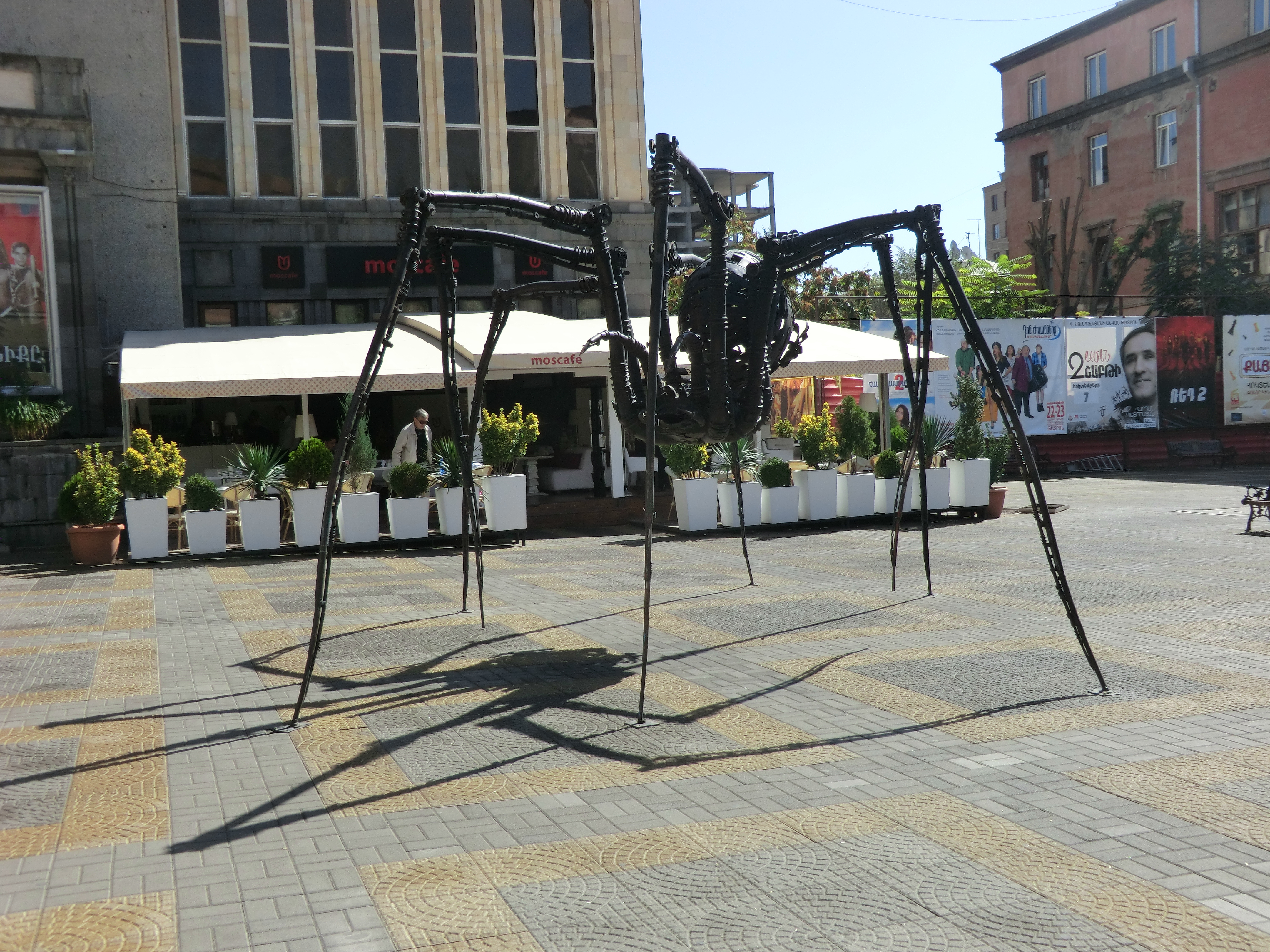
Spindel, skulptur på torget av Ara Alejkan, 2013
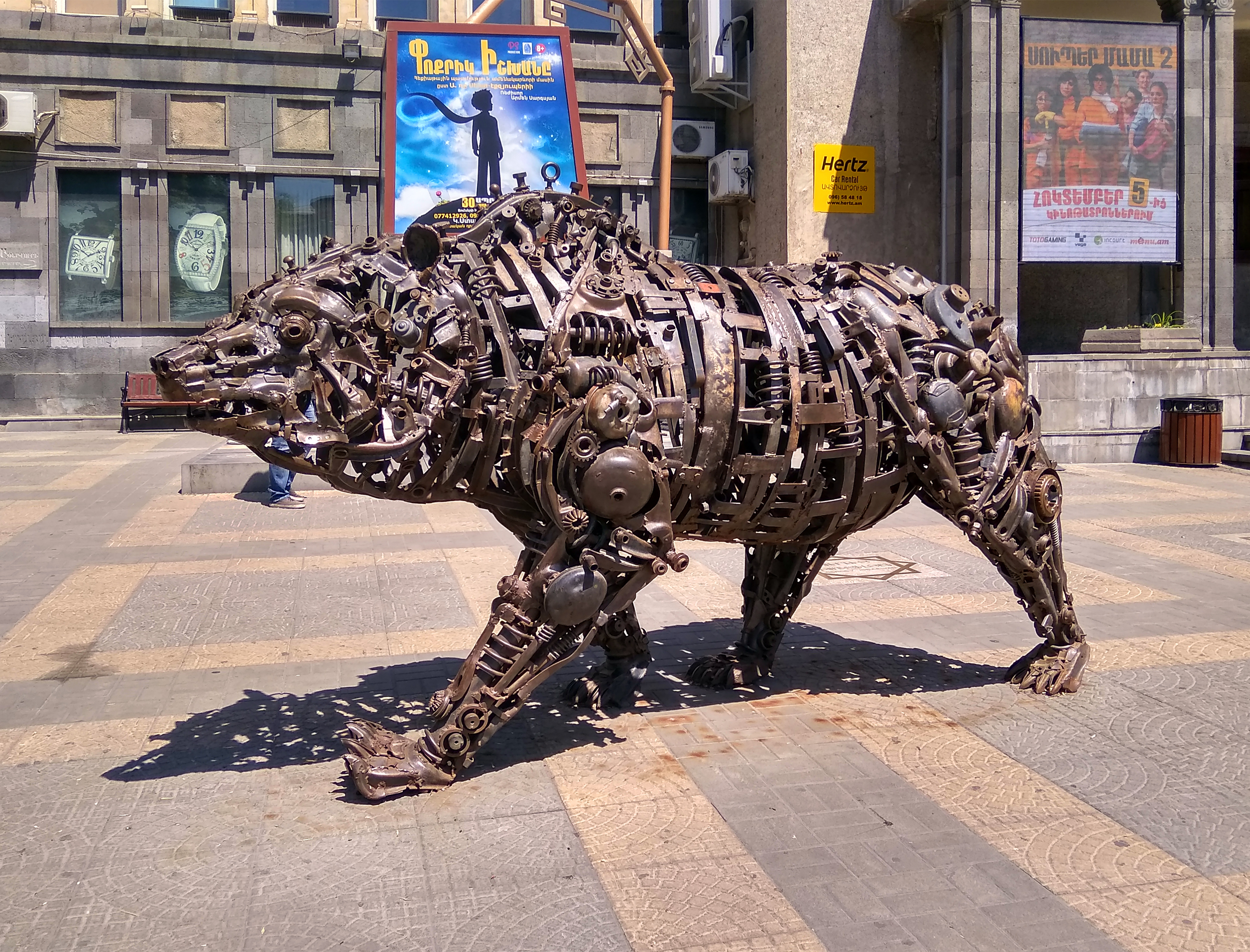
Björn, skulptur på torget av Ara Alejkan, 2016